# 何九雲
何九雲（1581年—1649年），字舅悌，號培所，晚號东湖閑史，福建泉州府晉江縣衮绣铺东街菜巷（今泉州市鲤城区）人，明朝政治人物，進士出身。

## 生平
南京工部侍郎何喬遠次子。雲南永昌府知府何九說之兄。萬曆四十年（1612年）中壬子科福建鄉試。天啟元年（1621年）朝廷起用何喬遠為光祿寺少卿，九雲隨侍於京師。與同鄉蔣德璟、黃道周、黃景昉、莊際昌、鄭之玄、林胤昌等人皆為文章性命之交，黃景昉特意舉薦他給朝廷。崇禎十年（1637年）會試落榜，授福建漳平縣教諭。端嚴率士，捐薪俸建布衣陳真晟祠；築講堂於東山寺側，每逢釋奠前夕，必定親自視察；又捐薪俸修漳平文廟，刊印發行朱熹、李幼武所編的《宋名臣言行錄》，更推舉未入祀孔廟鄉賢祠左春坊左中允景暘等十人入祀。崇祯十六年（1643年）登癸未科进士。选庶吉士，授翰林院编修。不及数日，甲申之變，李自成攻破京师，崇祯帝自尽。何九云本欲以死殉國。侍者以其父尚未营葬为由劝解道：“司空未葬，子道犹亏。”何九雲于是勉强南归葬父，然后闭门不出，并为其書齋題匾“东湖閑史”，與二、三遺老結社於山中。自附於龔勝、范蠡之後。清順治六年（1649年）卒，享壽六十九歲。著有《荷墅存稿》。

## 註释
1. ↑  .   [2019-01-16]. （原始内容存档于2019-01-17）.
2. ↑  民國·錢海岳，《南明史》（卷35）：“何九說，字兄悌，晉江人。尚書喬遠子，九雲弟。”
3. ↑  清·談遷，《枣林杂俎》（聖集）：“崇祯癸未八月，许应天府教授晋江何九云会试，俄登第。”
4. ↑  清·李清馥，《閩中理學淵源考》（卷75）：“何九雲，字舅悌，號培所，鏡山仲子也。萬厯壬子舉於鄉。天啟辛酉鏡山起用少卿，九雲侍京師。同里相國蔣八公、黃石齋、黃東崖、太史莊羮若、鄭大白、銓部林素菴，皆為文章性命之交，東崖復特薦於朝。丁丑下第，授漳平教諭。端嚴率士，捐俸搆布衣陳先生祠；又築講堂於東山寺側，每釋奠，先期親視；捐俸修文廟，刻宋名臣言行録，舉先朝未祀鄉賢中允景公暘以下十人。癸未登進士第，授庶常，讀中秘書。不浹旬而際國難，誓死，以父未葬自賊營逃遁，南歸。歸後，扁其軒曰東湖閑史，與二三遺老結社山中。順治己丑年卒，年六十九。”
5. ↑  清·周學曾等，《晉江縣志》（卷56）：“何九雲，字舅悌，乔远子。崇祯癸未进士，选庶常，授编修。未浃旬而甲申变作，以死自誓。侍者曰：“司空未葬，子道犹亏。”乃勉强南归，葬父毕，杜门不出，匾其轩曰“东湖閑史”，自附于龚生、范子之后。未几卒。著有《荷墅存稿》。”